# 청두 룽청
청두 룽청(중국어: 成都蓉城, 병음: Chengdu Rongcheng)는 중국 쓰촨성 청두시를 연고로 하는 축구팀으로 현재 중국 슈퍼리그에 참가하고 있다.

## 클럽 역사
청두싱청 투자집단유한공사(成都兴城投资集团有限公司)에 의해 2018년 3월 7일에 설립된 뒤 2018년 중국 챔피언스리그와 2019년 중국 을급리그에서 연거푸 준우승을 차지하며 중국 갑급리그 승격에 성공했다.
그리고 2021 시즌을 앞두고 이름을 청두 룽청으로 변경한 이후 대한민국 대표팀 공격수 출신 서정원 감독의 지휘하에 중국 갑급리그 2021 시즌에서 4위로 승강 플레이오프에 올랐고 2022년 1월 12일 열린 승강 플레이오프에서 다롄 프로를 1·2차전 합계 2-1로 꺾으며 창단 첫 중국 슈퍼리그 승격에 성공했다.
그 후 승격 첫 해인 2022 시즌에서 리그 5위, 중국 FA컵 8강 진출의 성과를 이뤄냈고 2023 시즌에서도 리그 4위의 호성적을 거두더니 2024 시즌에서 3위라는 청두 룽청 구단 역사상 중국 슈퍼리그 역대 최고 성적을 거두며 사상 첫 아시아 클럽 대항전 진출을 이뤄낸 뒤 중국 FA컵에서도 구단 역사상 첫 4강 신화를 작성했으며 2025-26년 AFC 챔피언스리그 엘리트 플레이오프에서는 태국 리그 1의 방콕 유나이티드를 3-0으로 꺾고 사상 첫 ACLE 본선 진출에 성공했다.

## 명칭 역사
- 2018–2020 청두 싱청 (成都兴城)
- 2021– 청두 룽청 (成都蓉城)

## 선수 명단

### 현역
참고: FIFA 자격 규정에 따라 소속된 국가대표팀 국기를 표시합니다. 선수는 복수의 FIFA 비회원국 국적을 가지고 있을 수 있습니다.
| 번호 | 포지션 | 국적 | 이름     |
| ---- | ------ | ---- | -------- |
| 9    | FW     | 중국 | 이우케종 |
| 10   | MF     |      | 호물로   |

| 번호 | 포지션 | 국적 | 이름   |
| ---- | ------ | ---- | ------ |
| 21   | FW     |      | 펠리페 |

## 역대 감독
| 감독   | 임기   |
| ------ | ------ |
| 서정원 | 2021 ~ |